# Rhabdoblatta guttigera
Rhabdoblatta guttigera är en kackerlacksart som först beskrevs av Tokuichi Shiraki 1906.  Rhabdoblatta guttigera ingår i släktet Rhabdoblatta och familjen jättekackerlackor. Inga underarter finns listade i Catalogue of Life.